# Plácido Álvarez-Buylla y Lozana
Plácido Álvarez-Buylla Lozana (Oviedo, 5 d'abril de 1885 - París, 10 d'agost de 1938) fou un diplomàtic i polític asturià, ministre d'Indústria i Comerç el 1936.

## Biografia
De jove va practicar el futbol. Va jugar a la seva ciutat natal, a l'Oviedo FC. El 1906 es traslladà a Madrid per estudis i fitxà pel Madrid FC. El 1907 es produí una escissió al conjunt blanc i ingressà a l'Español FC de Madrid, on jugà fins a 1911. Aquest any encara jugà al RCD Espanyol de Barcelona.
Es va llicenciar en dret en la Universitat d'Oviedo i es va doctorar a Madrid. El 1916 va ingressar en el cos diplomàtic i va servir com a representant a diverses nacions. El 1924 li va ser concedida pel Vaticà l'encomana de l'Orde de Sant Gregori Magne El 1933 va ser nomenat director general del Protectorat Espanyol al Marroc i colònies.
En guanyar el Front Popular les eleccions de febrer de 1936 va ser nomenat ministre d'Indústria i Comerç, càrrec que va ocupar fins al 4 de setembre d'aquest mateix any, quan es va formar el primer govern de Largo Caballero. Després d'això va ser nomenat cònsol general de la República a Gibraltar, càrrec que va ocupar fins al 20 de febrer de 1938 quan fou destinat a París.